# Salix euxina
Salix euxina — вид квіткових рослин із родини вербових (Salicaceae).

## Морфологічна характеристика
Це дерево 6–18 метрів заввишки. Гілки дуже ламкі біля основи, жовто-зелені, жовто-коричневі або сіро-коричневі (дуже блискучі), голі; гілочки жовто-зелені, жовто-коричневі чи червоно-коричневі (сильно блискучі), голі. Листки на ніжках 6–8.6 мм; найбільша листкова пластина ланцетна, вузько видовжена чи вузько-еліптична, 60–120 × 14–30 мм; краї плоскі або злегка закручені, зубчасті, городчасті чи дрібно зубчасті; верхівка гостра, загострена чи хвостата; абаксіальна (низ) поверхня (не сиза), гола; абаксіальна — слабо чи сильно блискуча, гола; молода пластинка жовтувато-зелена чи червонувата, гола. Сережки: тичинкові 24–40 × 7–15 мм; маточкові 24–35 мм. Коробочка 3–5 мм. 2n = 76.

## Середовище проживання
Туреччина, Південний Кавказ, Північний Кавказ; інтродукований до деяких країн Європи, а також до Онтаріо та Квебека.

## Галерея

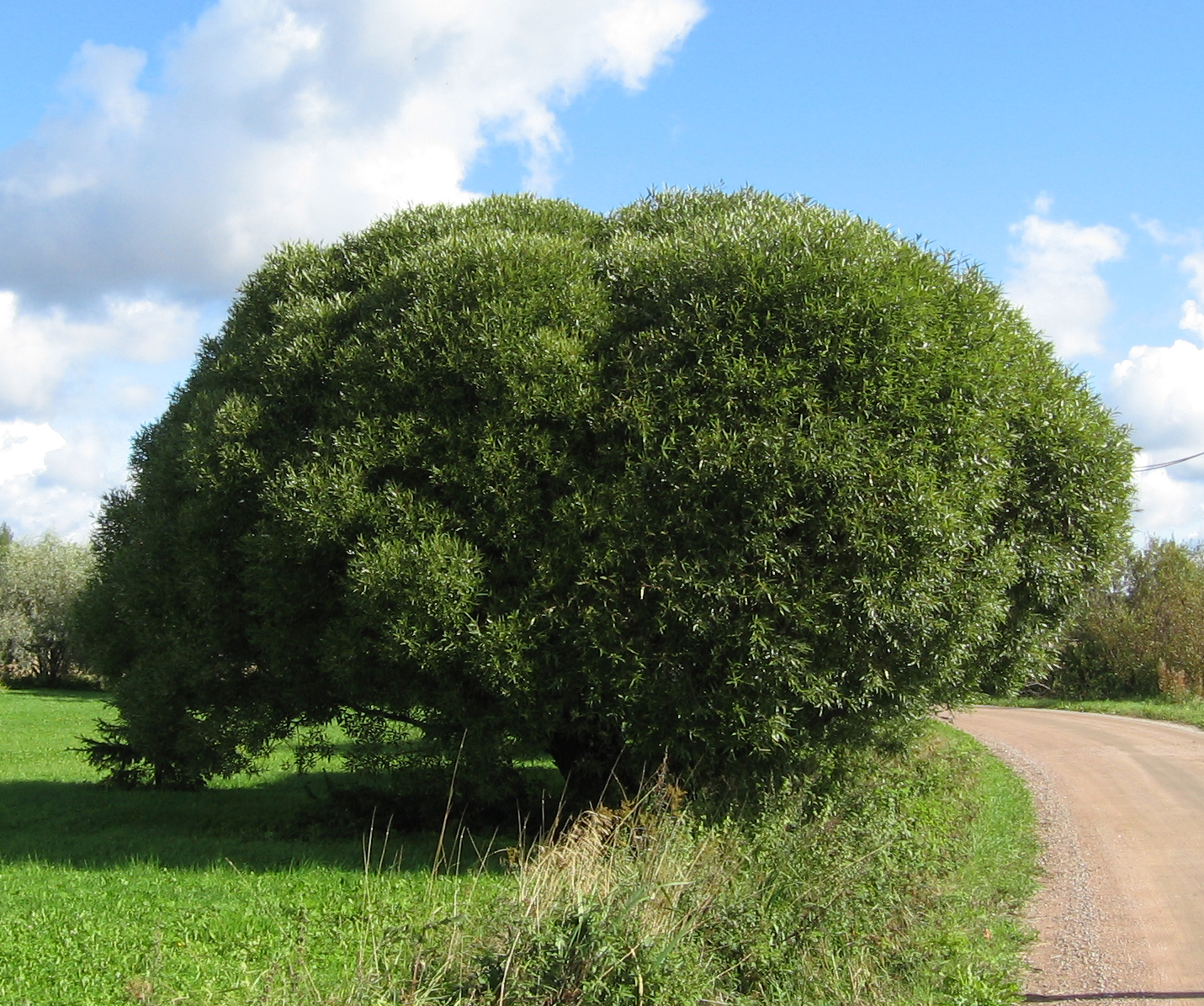
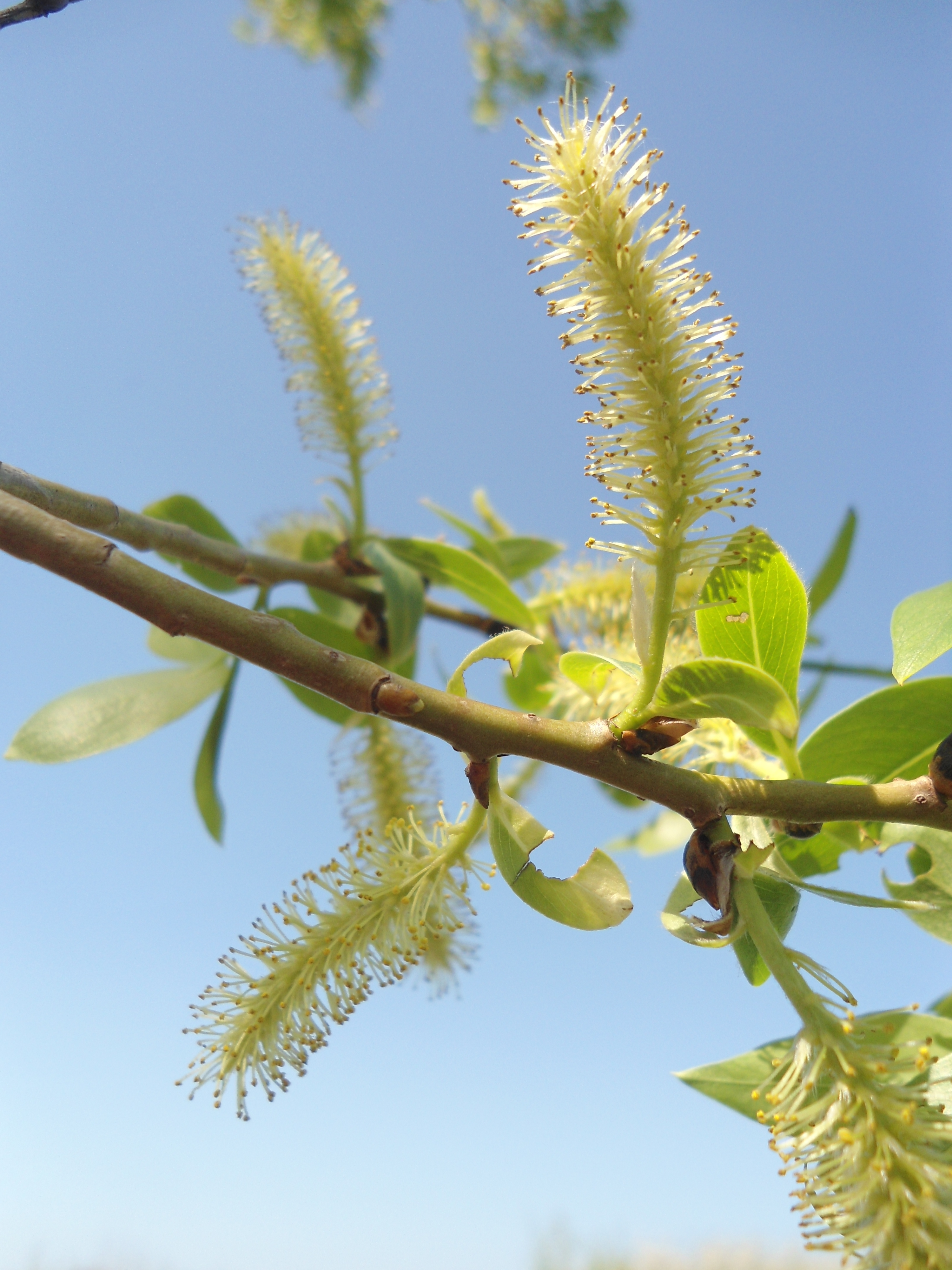
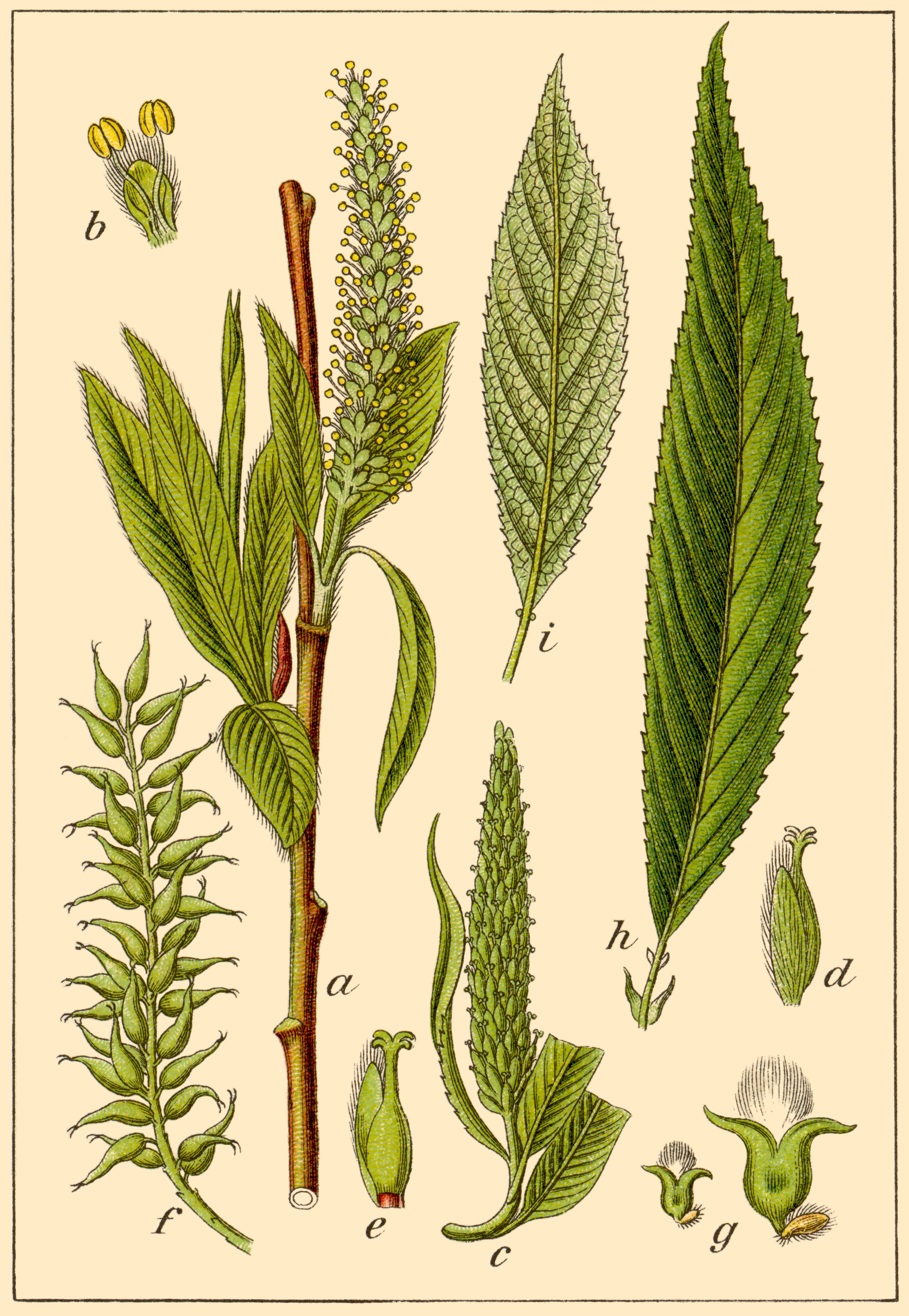